# Parlamentswahl in Gibraltar 1988
- GSLP: 8
- AACR: 7

Die Parlamentswahl in Gibraltar 1988 fand am 24. März des Jahres statt.

## Ergebnis
Sie wurden von der Gibraltar Socialist Labour Party (GSLP) von Joe Bossano gewonnen, die 58,22 % der Stimmen und 8 der 15 verfügbaren Sitze übernahm und damit zum ersten Mal den Sieg davontrug.
| Parlamentswahl von Gibraltar 1988 | Parlamentswahl von Gibraltar 1988               | Parlamentswahl von Gibraltar 1988 | Parlamentswahl von Gibraltar 1988 | Parlamentswahl von Gibraltar 1988 | Parlamentswahl von Gibraltar 1988 | Parlamentswahl von Gibraltar 1988 |
| Partei                            | Partei                                          | Stimmen                           | %                                 | ±                                 | Sitze                             | ±                                 |
| --------------------------------- | ----------------------------------------------- | --------------------------------- | --------------------------------- | --------------------------------- | --------------------------------- | --------------------------------- |
|                                   | Gibraltar Socialist Labour Party                | 60.626                            | 58,22 %                           | ▲24,04 %                          | 8                                 | ▲1                                |
|                                   | Association for the Advancement of Civil Rights | 30.562                            | 29,35 %                           | ▼15,04 %                          | 7                                 | ▼1                                |
|                                   | Independent Democrats                           | 12.947                            | 12,43 %                           | Neu                               | 0                                 | Neu                               |
| Gesamt                            | Gesamt                                          | 104.135                           | 100 %                             |                                   | 15                                | ▬                                 |